# Rio Itacaiunas
Rio Itacaiunas är ett vattendrag i Brasilien.   Det ligger i delstaten Pará, i den centrala delen av landet, 1 200 km norr om huvudstaden Brasília. Floden är en del av Araguaia-Tocantins River Basin.
Omgivningarna runt Rio Itacaiunas är huvudsakligen savann. Runt Rio Itacaiunas är det glesbefolkat, med 13 invånare per kvadratkilometer.